# Eumops floridanus
Eumops floridanus är ett däggdjur i familjen veckläppade fladdermöss som förekommer i sydöstra USA. Taxonet infogades en längre tid som underart i Eumops glaucinus och sedan början av 2000-talet godkänns den som art.
Vuxna exemplar blir med svans 130 till 165 mm långa, svanslängden är 46 till 57 mm och vikten ligger vid 33,8 till 46,5 g. Fladdermusen har 60,8 till 66,0 mm långa underarmar, 11 till 15 mm långa bakfötter och 20 till 30 mm stora öron. Håren är nära roten vita och sedan brun, gråbrun, kanelbrun eller svart. Ovansidan är allmänt mörkare än undersidan.
Arten är bara känd från södra Florida. Den lever i skogar och i kulturlandskap.
Individerna vilar i byggnader och ibland i trädens håligheter, i trädens bladverk eller i bon som skapades av hackspettar. Honor har vanligen en kull under sommaren och troligen ytterligare en kull under våren.
Eumops floridanus klarar öppen bebyggelse men den har problem med täta samhällen. Arten påverkas även negativ av insekticider. Troligtvis dör flera exemplar under stormar som drabbar regionen. IUCN uppskattade 2016 att det finns mindre ä 2500 vuxna exemplar och listar arten som sårbar (VU).